# Кодља
Кодља (рум. Codlea, мађ. Feketehalom) град је у Румунији, у средишњем делу земље, у историјској покрајини Трансилванија. Кодља је четврти по важности град округа Брашов.
Кодља је према последњем попису из 2002. имала 24.286 становника.

## Географија
Град Кодља налази се у југоисточном делу историјске покрајине Трансилваније, око 20 km западно до Брашова. У ствари, Кодља је предграђе Брашова.
Кодља се налази у пространој и плодној котлини реке Олт. Западно и јужно од града издижу се Карпати, а северно се издиже побрђе средишње Трансилваније. Надморска висина града је око 550 m.

## Становништво
Матични Румуни чине већину градског становништва Кодље (92,3%), а од мањина присутни су Мађари (3,8%) и Роми (1,7%) и Немци (1,5%). До средине 20. века у граду су били бројни и Јевреји и Немци.

## Галерија
- Утврђена саска црква
- Православна црква у граду
- Градска гимназија
- Типична улица старе Кодље

## Становништво
| 2011.  |
| ------ |
| 21.708 |